# Tréméven (Finistère)
Tréméven (bret. Tremeven-Kemperle) – miejscowość i gmina we Francji, w regionie Bretania, w departamencie Finistère.
Według danych na rok 1990 gminę zamieszkiwało 2076 osób, a gęstość zaludnienia wynosiła 135 osób/km² (wśród 1269 gmin Bretanii Tréméven plasuje się na 298. miejscu pod względem liczby ludności, natomiast pod względem powierzchni na miejscu 650.).